# Кэмпбелл (трасса)
Трасса Роберта Кэмпбелла, другое название — Юконская трасса 4, соединяет озеро Уотсон на 980-м км аляскинской трассы с 360-м км трассы Клондайк около деревни Кармакс и проходит полностью по территории Юкон, Канада. Общая протяжённость трассы 582,3 км.

## Дорога Митчел
Дорога Митчелл, другое название — Юконская трасса 15, продолжение трассы Кэмпбелл до города Фаро. Общая протяжённость трассы 10,8 км..